# Jakub Kresa
Jakub Kresa (também Jakob ou Jacobo Kresa; Smržice, Morávia, 19 de julho de 1648 – Brno, 28 de julho de 1715) foi um matemático e teólogo jesuíta, por algum tempo confessor de Carlos VI do Sacro Império Romano-Germânico. Sua ampla formação também incluiu várias línguas: hebraico, grego e latim como línguas mortas, e italiano, francês, espanhol e português como línguas vivas. Traduziu as obras de Euclides para o espanhol.

## Formação e carreira
Pouco se sabe sobre sua vida antes de entrar para a ordem dos jesuítas aos 19 anos de idade. No entanto, Kresa aproveitou as oportunidades educacionais que a ordem lhe ofereceu para prosseguir vários estudos nas áreas da teologia, filosofia e matemática, especialmente na Universidade Carolina de Praga.
Em 1681 tornou-se professor de Língua Hebraica na Universidade Palacký de Olomouc, onde lecionou depois de sua tese em matemática no ano seguinte, em 1685 foi chamado como matemático na Universidade Carolina. Suas competências linguísticas levaram-no a ser convocado para o Colégio Jesuíta de Madrid (Reales Estudios de San Isidro) em 1686, onde permaneceu durante 15 anos. Em 1701 foi chamado de volta a Praga como professor de Controverstheologie. Em 1704 deixou sua terra natal novamente e seguiu como confessor de Carlos VI do Sacro Império Romano-Germânico para a Espanha. Dez anos depois voltou à sua terra natal para se aposentar, onde morreu um ano depois em Brno.
Uma grande doação, cujos juros seriam usados para comprar literatura matemática e astronômica, foi disponibilizada para o Clementinum em Praga e ainda está nas mãos da Biblioteca Nacional Tcheca, localizada neste edifício.
Em 1699 foi eleito membro correspondente da Académie des Sciences em Paris.

## Obras
- „Elementos geometricos de Evclides: Los seis primeros libros de los planos y los onzedo y dozeno de los solidos. Con algvnos selectos theoremas de Archimedes. Traducidos y explicados por el P. Jacobo Kresa.“ Francisco Foppens, Brüssel 1689.
- „Arithmetica Tyro-Brunensis. Curiosa varietate & observatione communi omnium fructui sed praeprimis Tyronibus mathematum utilis.“ Prag 1715.
- „Analysis speciosa trigonometriae sphaericae.“ Prag 1720. (publicado postumamente)